# Tsering Shakya
Pour les articles homonymes, voir Shakya.
Œuvres principales
The Dragon in the Land of Snows: A History of Modern Tibet Since 1947
 Le feu sous la neige
Tsering Shakya, ou Tsering Wangdu Shakya  (tibétain : ཚེ་རིང་དབང་འདུས་ཤཱཀྱ་, Wylie : Tse-ring Dbang-'dus Shaakya), né en mai 1959 à Lhassa (Chine), est un tibétologue et historien tibétain, professeur titulaire de la chaire de recherche canadienne en religion et société contemporaine à l'Institut de recherches asiatiques de l'université de la Colombie-Britannique. Il travaille en outre pour le compte du service d'informations sur le Tibet de Radio Free Asia. 

## Biographie
Tsering Shakya naît en mai 1959 à Lhassa, au Tibet, trois mois après que le soulèvement tibétain a mis un terme à l'accord sino-tibétain sur la Libération pacifique du Tibet. Son père était traducteur auprès du Consulat du Népal à Lhassa. 
Fuyant la révolution culturelle, sa mère quitte, en 1967, la région autonome du Tibet avec le jeune garçon et son autre sœur et gagne le Népal, puis l'Inde. 
Tsering Shakya est envoyé étudier pendant cinq ans dans une école tibétaine en exil à Mussoorie (Uttarakhand), dans le nord de l'Inde,.
En 1973, à l'âge de treize ans, il est envoyé, ayant obtenu une bourse, loin de là où se concentre la communauté tibétaine en exil, dans un petit pensionnat du Hampshire en Angleterre.
Plus rare encore pour un exilé tibétain, il poursuit en 1978 ses études de premier cycle dans une université britannique, l'École des études orientales et africaines de l'université de Londres. Il y décroche, en 1981, une licence d'anthropologie sociale et d'histoire de l'Asie du Sud (avec mention),.
Entre 1983 et 1990, il travaille pour le compte de conseils municipaux travaillistes à Londres dans le cadre de campagnes menées contre le racisme.
Il collabore également au Tibet Information Network que dirige Robert Barnett : il y est directeur de recherche, directeur du Tibet Times,. 
De 1991 à 1994, il est enseignant au Centre des études sur les réfugiés au Queen Elizabeth College de l'université d'Oxford.
L'année 1999 voit la parution de son livre sur l'histoire du Tibet moderne depuis 1947 : The Dragon in the Land of Snows: A History of Modern Tibet Since 1947.
En 2000, il publie, avec Frank Stewart et Herbert J. Batt, Song of the Snow Lion: New Writing from Tibet, la première anthologie de nouvelles et de poèmes écrits par des auteurs tibétains modernes.
De 1999 à 2002, il est enseignant-chercheur en études tibétaines à l'École des études orientales et africaines. Il obtient un diplôme de maîtrise en 2000 (sujet : Dondrup Gyal and the Search for Tibetan Modernism: A Study of Dondrup Gyal’s Literary Works) et présente, en juin 2004, une thèse de doctorat intitulée The emergence of modern Tibetan literature : gsar rtsom ,.
Le 23 janvier 2003, il participe à une discussion ouverte sur les relations sino-tibétaines aux côtés de Tsering Dhondup Gonkatsang (1951-2018) et Sonam Tsering Frasi à Londres.
En tant que consultant indépendant et analyste, Tsering Shakya s’est adressé au Parlement européen et est régulièrement invité à conseiller les gouvernements occidentaux sur la politique envers le Tibet et la Chine. Depuis le début des années 1990, il a contribué à de nombreux programmes de télévision et de radio, et des documentaires. 
Travaillant pour le compte du service d'informations sur le Tibet de Radio Free Asia (RFA), il dispose, tous les quinze jours, d'une tranche horaire pour y parler de la situation internationale et participe aussi régulièrement à la BBC et à CNN.
En 2004, l'université de la Colombie-Britannique à Vancouver (Canada), qui inaugure un programme d'études tibétaines contemporaines dans le cadre de son Institut de recherches asiatiques, nomme Tsering Shakya titulaire de la chaire de recherche canadienne en religion et étude de la société asiatique contemporaine,,. Il s'est depuis installé au Canada.
Il est président de l'Association internationale des études tibétaines depuis son élection en 2013 lors du 13e séminaire à Oulan-Bator.
On peut voir Tsering Shakya dans le documentaire Tibet, le combat pour la liberté de 2009 des réalisateurs Ritu Sarin et Tenzin Sonam.

## Famille
Le père de Shakya, qui est le directeur d'une petite école privée tibétaine, meurt lorsque celui-ci est enfant. L'irruption de la révolution culturelle divise sa famille, son frère aîné et sa sœur deviennent des gauchistes très engagés et un autre frère est arrêté pour s'être opposé à la révolution culturelle. 
Shakya est l'oncle de Dechan Pemba, une Britannique d'origine tibétaine qui a séjourné à Beijing en Chine en 2006. Avant les Jeux olympiques de 2008, elle a été expulsée par au moins sept policiers en civil,.

## Publications
- (en) Fire Under the Snow: The Testimony of a Tibetan Prisoner – Palden Gyatso, Harvill Press, London, 1998 - (fr) Le feu sous la neige avec Palden Gyatso, Actes Sud, 1997,  (ISBN 2742713581)
- (en) The Dragon in the Land of Snows: A History of Modern Tibet Since 1947, Pimlico, 1999 [22]
- (en) avec Frank Stewart et Herbert J. Batt, Song of the Snow Lion: New Writing from Tibet, University of Hawaii Press, 2000
- (en) Seeing Lhasa: British Depictions of the Tibetan Capital, 1936-1947 avec Clare Harris, Serindia Publications, 2003,  (ISBN 978-1932476040)
- (en) The Struggle for Tibet, coauteur avec Wang Lixiong, Londres : Verso, 2006,  (ISBN 1844670430) ; cet ouvrage comprend une  introduction par Robert Barnett, « Sky Burial: The Fate of Tibet », et le roman de politique-fiction « Yellow Peril ».
- Participe à l’ouvrage collectif Le Tibet est-il chinois ? de Anne-Marie Blondeau et Katia Buffetrille (dir.), 2002, Albin Michel, coll. « Sciences des religions »,  (ISBN 2226134263)
- Introduction: The Development of Modern Tibetan Studies in Robert Barnett (ed.), Resistance and Reform in Tibet, Bloomington: University of Indiana Press, 1994, pp. 1-14
- Historical Introduction in Leaders in Tibet: A Directory, ed. Victoria Conner et Robert Barnett, London: Tibet Information Network, 1997, pp. 1-14.

### Préface
- (en) Jamyang Choegyal Kasho In the service of the 13th and 14th Dalai Lama: Choegyal Nyima Lhundrup Kashopa - Untold stories of Tibet,  note sur le contexte historique par Robert Barnett, Tibethaus Verlag, 2015,  (ISBN 3957020085 et 9783957020086)